# Perspectives on Psychological Science
Perspectives on Psychological Science ist eine akademische Zeitschrift für Psychologie, die alle zwei Monate erscheint und von SAGE Publishing herausgegeben wird. Es ist die offizielle Zeitschrift der Association for Psychological Science. Ihre Artikel sind peer-reviewed. Die Zeitschrift existiert seit 2006.
Die Zeitschrift ist Mitglied des Committee on Publication Ethics (COPE).
Kurzreferate und Indizes finden sich in:
- Current Contents: Social & Behavioral Sciences
- EBSCOhost
- InfoTrac
- CSA Neurosciences Abstracts
- PsycINFO
- Scopus
- Social Sciences Citation Index
- PubMed: MEDLINE

Der 5-Jahre-Impact-Factor beträgt 10.577.